# 2 Апреля (департамент)
Департамент 2 Апреля (исп. Departamento de Dos de Abril) — департамент в Аргентине в составе провинции Чако.
Территория — 1594 км². Население — 7432 человека. Плотность населения — 4,7 чел./км².
Административный центр — Эрмосо-Кампо.

## География
Департамент расположен на юго-западе провинции Чако.
Департамент граничит:
- на севере — с департаментом 12 Октября
- на востоке — с департаментом Майор-Луис-Хорхе-Фонтана
- на юге — с департаментом Фрай-Хусто-Санта-Мария-дель-Оро

## Административное деление
Департамент включает 1 муниципалитет:
- Эрмосо-Кампо

## Важнейшие населённые пункты[3]
| № | Населённый пункт | Населённый пункт (исп.) | Категория | Население чел. (2010) | На карте                        |
| - | ---------------- | ----------------------- | --------- | --------------------- | ------------------------------- |
| 1 | Эрмосо-Кампо     | Hermoso Campo           | город     | 5 011                 | 27°36′30″ ю. ш. 61°20′44″ з. д. |
| 2 | Итин             | Itín                    | поселок   | 441                   | 27°29′10″ ю. ш. 61°19′29″ з. д. |